# Burni Riman
Burni Riman är ett berg i Indonesien.   Det ligger i provinsen Aceh, i den västra delen av landet, 1 600 km nordväst om huvudstaden Jakarta. Toppen på Burni Riman är 1 957 meter över havet, eller 73 meter över den omgivande terrängen. Bredden vid basen är 0,38 km.
Terrängen runt Burni Riman är varierad.Runt Burni Riman är det mycket glesbefolkat, med 2 invånare per kvadratkilometer. I omgivningarna runt Burni Riman växer i huvudsak städsegrön lövskog.